# Buccinum morchianum
Buccinum morchianum is een slakkensoort uit de familie van de Buccinidae. De wetenschappelijke naam van de soort is voor het eerst geldig gepubliceerd in 1858 door Dunker.